# Ferdinand von Hochstetter
Ferdinand Christian Ritter von Hochstetter (30 de abril de 1829 - 18 de julio de 1884), fue un geólogo, y naturalista austríaco que llegó a presidir la Organización Geográfica de Viena.

## Biografía
Von Hochstetter nació en la ciudad de Esslingen en 1829. Su padre, Christian Friedrich Hochstetter, que se desempeñaba de sacerdote jefe de la ciudad Esslingen, tenía un gran interés por las ciencias naturales, algo que venía siendo una tradición de la familia Hochstetter y aquellos von Hochstetter. Él es quien le inculca a su hijo tal entusiasmo. El hecho de pertenecer a la religión protestante y la tradición familiar lo conllevan, a que desde temprana edad, Ferdinand estudie en las universidades germanas de Maulbronn y Tubinga esta última gracias a pertenecer al seminario de Tubinga (Tübinger Stiftung).
Nombrado caballero por el emperador de Austria y rey de Hungría Francisco José I, los avances científicos que estudió durante su vida fueron realmente importantes en diferentes áreas de la ciencia.
Von Hochstetter falleció en Viena en 1884.

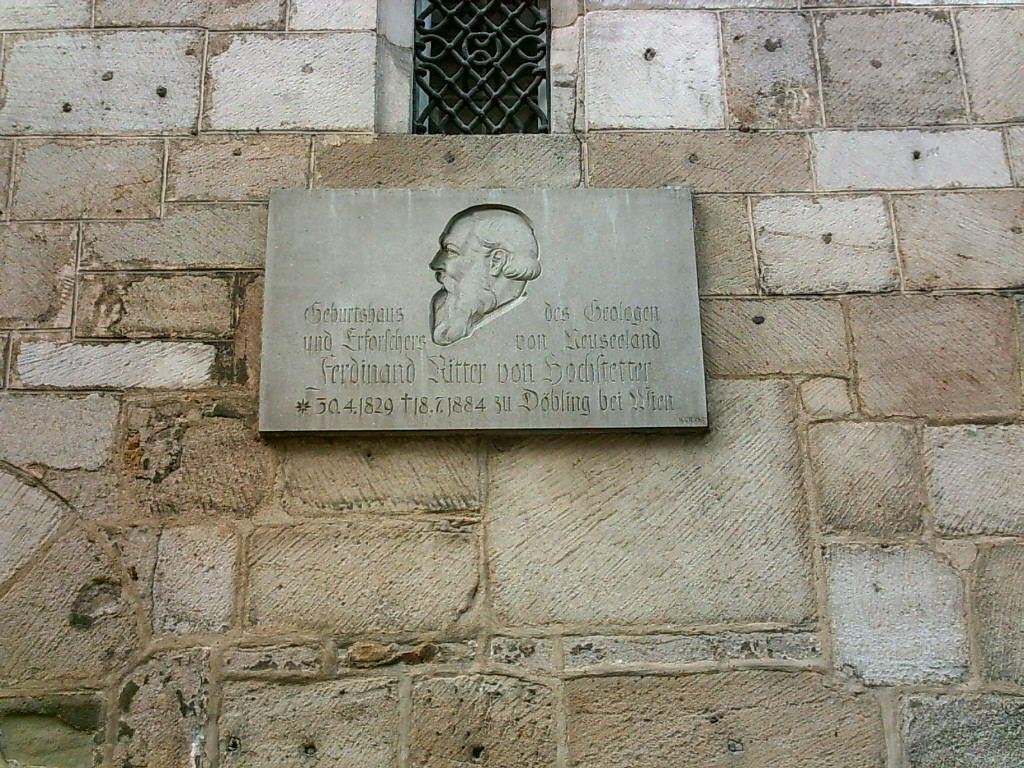
Placa conmemorativa en Esslingen

### Profesiones
En esas universidades estudia teología y ciencias naturales respectivamente.
En 1852, se gradúa en Tubinga y parte en una gira por Rheinlande, Bélgica, el Harz y Schlesien bajo el servicio del "Instituto Real de Viena". En 1856, se vuelve profesor privado de la Universidad de Viena y se embarca en la excursión de la fragata Novara por el mundo.
En 1860, vuelve de Nueva Zelanda, donde pasó la mayor cantidad de tiempo, a Viena y adquiere doctorados en mineralogía y geología en el "Instituto Politécnico Real del Imperio Austrohúngaro". En 1863, viaja a Suiza e Italia, 1869 a Turquía, 1872 a Rusia y el Ural. También fue profesor privado del príncipe heredero Rodolfo de Austria.

### Funciones desempeñadas
Desde 1866 hasta 1882 se desempeñó como presidente de la "Organización Geográfica de Viena", nombrado por Karl Maria Haidinger; En 1876, fue intendente de historia natural del Hofmuseum (Museo de la Yarda) Viena. En 1877, Director del "Hofmineralkabinetts" (Gabinete de Mineralogía), 1878 presidente de la "Comisión Académica de Ciencias de Viena". Uno de sus más grandes y famosos descubrimientos y trabajos es la investigación de Nueva Zelanda (publicada por primera vez en Stuttgart en 1863).

## Algunas publicaciones
- Karlsbad, seine geognostischen Verhältnisse und seine Quellen, ed. Gebr. Franieck. Karlsbad 1856

- Über die Lage der Karlsbader Thermen in zwei parallelen Quellenzügen auf zwei parallelen Gebirgsspalten. Viena 1856

- Nueva-Zelanda. Stuttgart 1863

- Atlas geológico-topográfico de Nueva-Zelanda. Gotha 1863

- Viajes por el mundo de la fragata austriaca "Novara" (3 v.) Viena (1964-1966)

- Viaje por Rumelia. Publicado por la Organización Geográfica de Viena (1870-1871)

- Por el Ural. Berlín 1873

- Asia: Sus trenes del futuro y tesoros de carbón. Viena 1876

- Ferdinand von Hochstetter. Briefe aus dem Böhmerwald 1852–1855, impreso por Sascha Nolden, ed. Thanhäuser, Ottensheim 2017.

## Honores

### Eponimia
- 1884, en el distrito 2, de Viena Callejón Hochstetter

- Pico Hochstetter (2822 m s. n. m.) en Alpes del Sur, y el Lago Hochstetter[5]

- Fiordo Hochstetter en Groenlandia[6]

Especies de Anura
- (Leiopelmatidae) Leiopelma hochstetteri Fitzinger, 1861

Especies de fungi
- (Entolomataceae) Entoloma hochstetteri (E.Reichardt) Stev. 1866
- La abreviatura «C.G.F.Hochst.» se emplea para indicar a Ferdinand von Hochstetter como autoridad en la descripción y clasificación científica de los vegetales.[7]

## Literatura
- Franz Ritter von Hauer. Zur Erinnerung an Ferdinand v. Hochstetter, ed. Jahrbuch der Kaiserlich Königlichen Geologischen Reichsanstalt, v. 34, IV, p. 601-608. Viena 1884.

- Christa Riedl-Dorn. Ferdinand von Hochstetter (1829–1884). Dem Reich der Natur und seiner Erforschung. En: (ed.) D. Angetter, J.Seidl, Glücklich wer den Grund der Dinge zu erkennen vermag. Österreichische Mediziner, Naturwissenschafter und Techniker im 19. und 20. Jahrhundert. Peter Lang Frankfurt am Main 2003, ISBN 3-631-38867-5, p. 111–128